# Medalha da Ordem Por Mérito à Pátria
A Medalha da Ordem Por Mérito à Pátria (em russo: Медаль ордена За заслуги перед Отечеством) é uma medalha russa estabelecida pelo decreto presidencial número 442, em 2 de março de 1994, pelo então presidente Boris Iéltsin. É dividida em dois graus, o primeiro e o segundo; além disso, possui uma divisão civil e uma militar. A medalha da divisão militar é concedida "com espadas" e seus critérios diferem dos da divisão civil.

## Estatuto
- Divisão Civil de Primeiro e Segundo Grau: Conferida aos cidadãos da Federação Russa em reconhecimento por suas realizações notáveis em diversos setores, incluindo indústria, construção, ciência, educação, saúde, cultura, transporte e outras áreas de trabalho.[2]
- Divisão Militar de Primeiro e Segundo Grau: Conferida aos membros das Forças Armadas da Federação Russa por significativa contribuição na defesa da Pátria, pelo êxito em manter alta prontidão de combate dos órgãos centrais de administração militar, unidades militares e organizações, pelo fortalecimento do estado de direito e da ordem, bem como pela garantia da segurança pública.[2]

## Descrição
A medalha possui 32 milímetros de diâmetro e é feita de prata, sendo que a medalha de primeiro grau é banhada a ouro. No avesso, apresenta uma imagem da Ordem: uma águia bicéfala coroada sobre uma cruz pátea de esmalte vermelho. No reverso, encontra-se o lema da Ordem: "BENEFÍCIO, HONRA E GLÓRIA" (em russo: "ПОЛЬЗА, ЧЕСТЬ И СЛАВА"). Na parte inferior, há folhas de louro, o ano de estabelecimento "1994" e o número de série da medalha. Na divisão militar, é adicionado um dispositivo de espada entre o anel de suspensão da medalha e o suporte pentagonal. A medalha é pendurada em um suporte padrão pentagonal russo coberto por uma fita escarlate sobreposta.

## Galeria

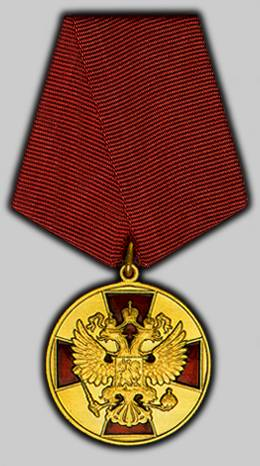
1.º Grau Divisão Civil
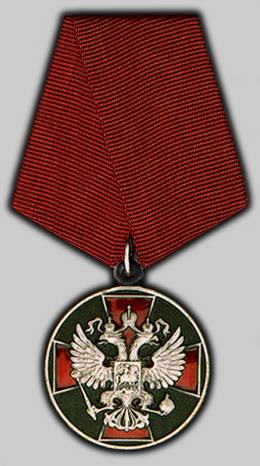
2.º Grau Divisão Civil
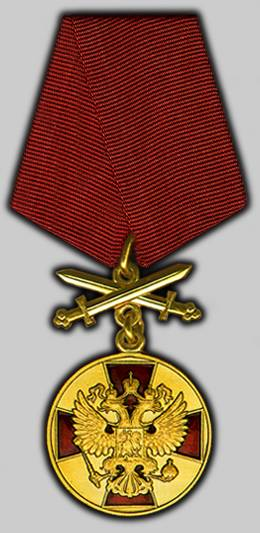
1.º Grau Divisão Militar
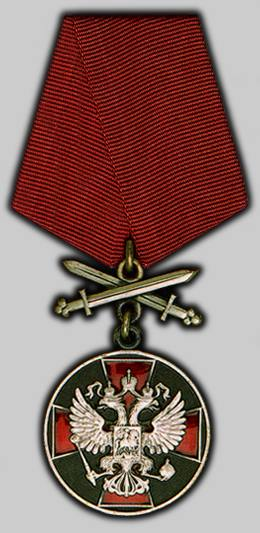
2.º Grau Divisão Militar